# 電束密度
電束密度（でんそくみつど、英語: electric flux density）は、電荷の存在によって生じるベクトル場である。
電気変位（electric displacement）とも呼ばれる。国際単位系（SI）における単位はクーロン毎平方メートル（記号: C m−2）が用いられる。電場の強度は電荷に力を及ぼす場であり、電束密度とは由来が全く異なる場であるが、両者は構成方程式によって結び付けられる。誘電分極を生じない真空（自由空間）においては電束密度と電場強度とが普遍定数により結び付けられて両者の違いが現れない。分極を生じる誘電体を考える場合には両者の違いが現れるが、誘電体を自由空間に分布する電荷の集まりであると考えることで、電束密度をあらわに用いる必要はなくなる。

## 定義
電束密度はガウスの法則によって定義される。
すなわち、ある領域 V を考え、その境界を ∂V とする。領域 V の内部の電荷を QV とするとき、電束密度 D は
{\displaystyle \oint _{\partial V}{\boldsymbol {D}}\cdot d{\boldsymbol {S}}=\lambda Q_{V}}
を満たすベクトル場として定義される。有理化係数 λ は、国際量体系（ISQ）に代表される有理系において λ = 1、ガウス単位系に代表される非有理系では λ = 4π である。
発散定理により左辺は
{\displaystyle \oint _{\partial V}{\boldsymbol {D}}\cdot d{\boldsymbol {S}}=\int _{V}(\nabla \cdot {\boldsymbol {D}})\,dV}
と変形されて
{\displaystyle \int _{V}(\nabla \cdot {\boldsymbol {D}})\,dV=\lambda Q_{V}}
となる。ここで領域を小さくする極限 V → 0 を考えると
{\displaystyle \nabla \cdot {\boldsymbol {D}}=\lambda \rho }
となり、ガウスの法則を微分により表すことができる。ここで電荷密度は
{\displaystyle \rho =\lim _{V\to 0}{\frac {Q_{V}}{V}}}
である。

## 電場の強度との関係
電束密度 D と電場の強度 E との関係は構成方程式
{\displaystyle {\boldsymbol {D}}=\epsilon _{0}{\boldsymbol {E}}+\lambda {\boldsymbol {P}}}
で与えられる。比例係数 ε0 は電気定数と呼ばれる物理定数である。
二つの量は誘電体の物性を反映した誘電分極 P により関係付けられる。
自由空間においては誘電分極を生じず、電束密度 D と電場の強度 E とは
{\displaystyle {\boldsymbol {D}}=\epsilon _{0}{\boldsymbol {E}}}
によって関係付けられる。
誘電体が局所性と電場に対する線形性を仮定できる場合には、誘電率が定義できて
{\displaystyle {\boldsymbol {D}}=\epsilon {\boldsymbol {E}}}
と表すことができる。
誘電体が線形性を仮定できない場合は積分により
{\displaystyle {\boldsymbol {D}}=\int \epsilon \,d{\boldsymbol {E}}}
となる。より一般には磁場との交叉項やヒステリシスを考える必要がある。

## 誘電体
微分によって表したガウスの法則に真空における電束密度と電場の強度の関係を代入すれば
{\displaystyle \nabla \cdot {\boldsymbol {E}}={\frac {\lambda }{\epsilon _{0}}}\rho _{0}}
となる。電荷密度の添え字 0 は真空に分布する電荷密度であることを意味している。
一方、誘電体が存在する場合に誘電分極の定義式を代入すれば
{\displaystyle \nabla \cdot {\boldsymbol {D}}=\nabla \cdot (\epsilon _{0}{\boldsymbol {E}}+\lambda {\boldsymbol {P}})=\lambda \rho }
{\displaystyle \nabla \cdot {\boldsymbol {E}}={\frac {\lambda }{\epsilon _{0}}}(\rho -\nabla \cdot {\boldsymbol {P}})}
となり、真空における関係式と比較すれば
{\displaystyle \rho _{0}=\rho +\rho _{P}}
である。ここで導入した誘電分極 P による電荷密度
{\displaystyle \rho _{P}=-\nabla \cdot {\boldsymbol {P}}}
は分極電荷密度と呼ばれる。分極電荷密度と対比して ρ は真電荷密度と呼ばれる。
誘電体も原子核や電子などの荷電粒子から構成されており、ρ0 を用いることは誘電体を真空に分布する荷電粒子の集まりであると考えていることに相当する。現実には全ての原子核や電子の運動の様子を知ることは不可能である。仮に全ての運動が分かったとしても、そこから誘電体としての性質を知ることはやはり困難である。
真電荷密度 ρ は誘電体を誘電体として扱える程度のスケールでの平均値、すなわち
{\displaystyle \rho ={\frac {Q_{\Delta V}}{\Delta V}}={\frac {1}{\Delta V}}\int _{\Delta V}\rho _{0}dV}
である。体積 ΔV は十分小さいが、誘電体が誘電体として振る舞う程度に原子核や電子を含む。
導電を担う自由電子がなく、電子が原子核に束縛されている誘電体の内部においては、通常は正負の電荷が相殺されて真電荷密度は存在しない。分極電荷密度は ΔV より小さなスケールでの電荷密度であり、誘電分極により生じるわずかな電荷の分布の偏りを表す。